# إيدي حفيظ
إيدي حفيظ (بالإندونيسية: Edi Hafid Murtadho)‏ هو لاعب كرة قدم إندونيسي في مركز الدفاع، ولد في 21 مارس 1983 في باندونغ في إندونيسيا. لعب مع برسيب باندونغ.